# رافاييل روتشا
رافاييل روتشا (4 مارس 1989 في البرازيل - ) هو لاعب كرة قدم برازيلي في مركز الوسط. لعب مع بوتافوغو ريغاتاس وبولتيهنيكا تيميسوارا وكونكورديا كياجنا.

## وصلات خارجية
- رافاييل روتشا على موقع قاعدة بيانات كرة القدم.إي يو (الإنجليزية)